# Venuspassage (Jupiter)
Venuspassage benämns det som inträffar när planeten Venus passerar framför solen sett från Jupiter, men även från Jorden, Mars, Saturnus, Uranus och Neptunus. Venus kan då ses som en liten svart skiva som långsamt rör sig över solens yta. 
Den senaste Venuspassagen från Jupiter skedde den 5 januari 2014 och nästa kommer att inträffa den 26 maj 2024.
Den synodiska perioden för Venus och Jupiter är 236,992 dygn. Den kan beräknas med formeln 1/(1/P-1/Q) där P är Venus sideriska omloppstid (224,696 dygn) och Q är Jupiter omloppstid (4330,595 dygn).

## Tidtabell för Venuspassager från Jupiter[2]
| Datum för passage |
| ----------------- |
| 12 november 2006  |
| 20 september 2012 |
| 5 januari 2014    |
| 26 maj 2024       |
| 14 november 2030  |
| 20 juli 2042      |
| 28 maj 2048       |
| 25 mars 2054      |
| 1 februari 2060   |
| 22 juli 2066      |
| 7 oktober 2071    |
| 27 mars 2078      |
| 4 februari 2084   |
| 30 november 2089  |
| 10 oktober 2095   |